# Falkneria camerani
Falkneria cameraniés una espècie de gastròpode eupulmonat terrestre de la família Hygromiidae. Es troba en àrees rocalloses (com ara, penya-segats i cims muntanyencs) entre 900-2.800 msnm. Es coneix una població en una sola localitat de la Vall d'Aosta (Itàlia). Es troba en perill d'extinció a causa de la pèrdua del seu hàbitat natural.